# Stronghold 3
Stronghold 3 ist eine mittelalterliche Burgen- und Wirtschaftssimulation des britischen Spieleentwicklers Firefly Studios für Windows, Mac OS und Linux, die am 25. Oktober 2011 – und somit zum zehnjährigen Serienjubiläum – veröffentlicht wurde. Stronghold 3 ist der insgesamt siebte Titel der Stronghold-Serie und sollte sich größtenteils an Fireflys ersten Stronghold-Titel anlehnen. Anders als in den vorherigen Teilen des Spiels, nutzt es erstmals keine von Firefly selbst entwickelte Spiel-Engine.

## Handlung
Neben dem Modus für Freies Bauen, Historische Schlachten und dem Tutorial gibt es in Stronghold 3 insgesamt drei vergleichsweise kurze Kampagnen. Jede hat ihre eigene Handlung, die auf der anderen aufbaut. So entsteht – ungewöhnlich für diese Spieleserie – eine dreiteilige Gesamthandlung.

### Militärkampagne
Die Story der Militärkampagne „Rückkehr des Wolfs“ setzt zehn Jahre nach Stronghold und fünf Jahre nach Stronghold 2 ein. Der aus Stronghold und Stronghold Crusader bekannte Gegenspieler Herzog Volpe, auch bekannt als „Der Wolf“, wurde nach seinem schweren Sturz aus dem Burgturm (siehe Handlung Stronghold) geheilt und möchte sich nun zusammen mit den Söhnen seiner alten Verbündeten für seine Niederlage rächen, indem er versucht, in das Land des Protagonisten, der oft als „Der Junge“ bezeichnet wird, einzufallen.

### Wirtschaftskampagne
In der Wirtschaftskampagne „Lady Catherines Abtei“ versucht die Herrscherin Lady Catherine, die bereits in der Militärkampagne vorkommt, ihr Land nach dem Krieg, in dem viele Städte und Dörfer vernichtet wurden, wieder zu stärken. Dazu möchte sie die zerstörte Abtei wiederaufbauen, Tiere züchten und wieder Gottesdienste abhalten.

### Bonus-Kampagne
Die erst in der Gold Edition ergänzte „Blackstaff-Kampagne“ ist eine Parallelgeschichte zur Militärkampagne. Der Handlungsstrang fügt sich nach 5 Missionen in die Militärkampagne ein. In ihr geht es um Thomas Blackstaff, der sich mit seiner Armee auf den Weg macht, um „die Ratten“ (die Söhne des im ersten Teil verstorbenen Herzog de Puce) zu töten und die von ihnen besetzten Länder wieder zu befreien.

## Spielprinzip
Die neue Physik-Technologie ist die Voraussetzung für einige der neuen optischen Features wie Tageszeiten, Wettereffekte, Leuchtfeuer und Heuballen-Werfer. Gebäude können frei gedreht und quer in die Karte gebaut werden, womit der Spieler nicht mehr an das Gitter der Vorgänger gebunden ist.
Die Komplexität des Spielssystems wurde reduziert, was sich vor allem in der neuen Leiste für den vereinfachten Umgang mit Steuern, Nahrungsrationen und ähnlichen Beliebtheitsfaktoren widerspiegelt. Ein weiteres Beispiel dafür ist das an Stronghold und Stronghold Crusader angelehnte Krankheitssystem und die nun verstärkter eingesetzten Ereignisse, die in der Leiste abrufbar sind.
Ein Beispiel für eine komplett neue Funktion findet sich vor allem im Bau der Wohngebäude. Je weiter es vom Bergfried entfernt liegt, desto weniger Bewohner kann es fassen und bringt somit weniger Steuern ein. Dieses Phänomen findet sich auch in der äußeren Größe und Erscheinung dieser wieder, was die mittelalterliche Siedlung realistischer aussehen lassen soll.

## Entwicklungsgeschichte
Hauptziel der Entwickler war nach eigenen Angaben, das Spielprinzip zu vereinfachen und auf Wunsch der Fans wieder mehr an das des ersten Teils anzunähern. Insgesamt sollten hauptsächlich Verwaltung und Management in Stronghold 3 weniger kompliziert werden.
Statt wie bei den Vorgängern auf eine selbst entwickelte Grafik-Engine zu setzen, lizenzierte Firefly die Vision-Engine des deutschen Middleware-Anbieters Trinigy. Daneben verwendet das Spiel die Havok-Physikengine und die PathEngine zur Wegfindung. Statt vorbereiteter Animationen kam für die Berechnungen von Zerstörungen (z. B. durch Katapultbeschuss) die Havok-Physikengine zur Anwendung, wodurch die Zerstörungseffekte von Gebäuden deutlich verbessert wurden.
Für die deutschsprachige Version wurde eine exklusive Festung hinzugefügt, die Marksburg.
Nach mehreren sogenannten „Entwicklertagebüchern“ des Entwicklerteams, in denen bereits vor der Veröffentlichung Beiträge über verschiedene Teilaspekte gezeigt wurden, wurde das Spiel am 25. Oktober 2011 herausgebracht. Aufgrund starker Beschwerden wegen des Fehlens einiger Grundfunktionen und vielen Programmfehlern entschuldigten sich die Entwickler mehrmals für den unspielbaren Zustand und veröffentlichten vom Releasedatum bis zum Mai 2012 innerhalb von vergleichsweise kurzen Zeitabschnitten insgesamt zehn Patches, die sich automatisch über Steam installierten. In diesen wurden die meisten Probleme behoben und zuletzt auch Funktionen ergänzt. Trotzdem halten viele Spieler Stronghold 3 immer noch für sehr fehlerhaft.
Die am 25. Mai 2012 erschienene Gold Edition enthält neue Burgen, die Patches bis Version 1.10 und die zusätzliche „Blackstaff-Kampagne“, die sich mit anspruchsvollen Missionen besonders an den fortgeschrittenen Spieler wenden soll.

## Rezeption
Stronghold 3 erhielt mehrheitlich negative Kritiken. (Metacritic: 47 von 100). Es wurde oft als „unfertig“ bezeichnet, da nahezu jeder Aspekt des Spieles Mängel aufwies. Neben zahlreichen Programm- und Logikfehlern, ungenauer Platzierung, „unfairem“ Spielbalancing und einer fehlerhaften KI wurden vor allem die schlechte Militärkampagne und die dennoch nicht ganz zeitgemäße Grafik kritisiert. Auch das Fehlen eines Geplänkel-Modus, in dem der Spieler auf einer selbst ausgewählten Karte gegen diverse KI-Gegner antritt, stieß auf große Unzufriedenheit.
Die meisten Fachzeitschriften verbesserten ihre Wertung jedoch nach dem Erscheinen der ersten Patches in Form von Nachtests.
- Computer Bild Spiele: 3,59 von 6[20]
- GameStar: 60 % (Ursprungswertung)[18] / 69 % (Nachtest von Stronghold 3 Gold)[21]
- GamingXP: 70 % (29. Oktober 2011)[22]
- GameSpot: 4,5 von 10[23]
- IGN: 5,5 von 10[24]